# Natalia Vieru
Natalia Stanislavovna Vieru (ryska: Наталья Станиславовна Виеру), född 25 juli 1989, är en rysk före detta basketspelare. Hon var medlem i det ryska damlandslaget  och deltog med dem i de olympiska sommarspelen 2012. Vieru spelade senast som center för den ryska klubben UMMC Ekaterinburg mellan 2015 och 2020.
Med sex förstaplatser i EuroLeague Women-mästerskapet innehar Vieru, tillsammans med Diana Taurusi rekordet för flest EuroLeague Women-titlar (2019, 2018, 2016 – UMMC; 2010, 2009, 2008 – Sparta&K M.R. Vidnoje).
Hon kom på fjärde plats med det ryska landslaget vid OS 2012 .